# Mundeh Kauh
Mundeh Kauh is een bestuurslaag in het regentschap Tabanan van de provincie Bali, Indonesië. Mundeh Kauh telt 1308 inwoners (volkstelling 2010).